# La Faiseuse d'anges
 (août 2024).
Si vous disposez d'ouvrages ou d'articles de référence ou si vous connaissez des sites web de qualité traitant du thème abordé ici, merci de compléter l'article en donnant les références utiles à sa vérifiabilité et en les liant à la section « Notes et références ».
La Faiseuse d'anges (titre original : Änglamakerskan) est un roman policier de Camilla Läckberg, publié en Suède en 2011. La version française est parue le 4 juin 2014 aux éditions Actes Sud dans la collection Actes noirs.

## Personnages
La famille Swensson: 
- Helga: la mère, la faiseuse d'anges
- Albert : le père
- Dagmar: leur fille
- Laura: leur petite fille
- Inez: leur arrière petite fille
- Ebba: fille de Inez

La famille Elvander:
- Rune: le père, veuf de Carla, directeur de l'internat de Valo
- Claes: son fils ainé, 17 ans en 1974
- Annelie : sa fille, 15 ans en 1974
- Johan: fils cadet, 7 ans en 1974

Les 5 garçons de l'internat de Valo
- Leon Kreutz, son épouse Ia
- Sébastian Mansson
- John Holm, son épouse Liv, président des amis de la Suède
- Percy von Bahm, son épouse Pyttan, chatelains désargentés
- Josef Meyer

Les acteurs habituels de la série
- Erica Falck, auteure de biographies, elle est mariée avec Patrik Hedströmn avec qui ils ont trois enfants.
- Patrik Hedström, inspecteur de police, il est marié avec Erica Falck.
- Martin Molin, inspecteur de police.
- Bertill Mellberg: chef du commisariat de Fjallbacka.
- Paula Morales: inspectrice.
- Annika Jansson: secrétaire au commissariat.
- Anna Maxwell: soeur d'Erica.

Autres personnages:
- Kjell Ringholm: journaliste
- Hermann Goering: Hermann Goering amant d'un soir (dans le roman) de Dagmar, pilote à l'époque de l'histoire (1919)